# Onesse-Laharie
Onesse-Laharie, anciennement Onesse-et-Laharie, est une commune du Sud-Ouest de la France située dans le département des Landes en région Nouvelle-Aquitaine.

## Géographie

### Localisation
Commune située dans la Grande-Lande en forêt des Landes.

### Communes limitrophes
Les communes limitrophes sont Escource, Lesperon, Mézos, Solférino, Morcenx-la-Nouvelle et Rion-des-Landes.
|       | Escource       | Solférino                             |
| Mézos | Onesse-Laharie | Morcenx-la-Nouvelle                   |
|       | Lesperon       | Rion-des-Landes, (par un quadripoint) |

### Climat
Pour des articles plus généraux, voir Climat de la Nouvelle-Aquitaine et Climat des Landes.
Historiquement, la commune est exposée à un climat océanique aquitain.  
En 2020, Météo-France publie une typologie des climats de la France métropolitaine dans laquelle la commune est exposée à un climat océanique et est dans la région climatique  Littoral charentais et aquitain, caractérisée par une pluviométrie élevée en automne et en hiver, un bon ensoleillement, des hiver doux (6,5 °C), soumis à la brise de mer.
Pour la période 1971-2000, la température annuelle moyenne est de 13,4 °C, avec une amplitude thermique annuelle de 14 °C. Le cumul annuel moyen de précipitations est de 1 185 mm, avec 12,8 jours de précipitations en janvier et 7,8 jours en juillet. Pour la période 1991-2020, la température moyenne annuelle observée sur la station météorologique la plus proche, située sur la commune de Rion-des-Landes à 19 km à vol d'oiseau, est de 13,7 °C et le cumul annuel moyen de précipitations est de 1 182,9 mm,. Pour l'avenir, les paramètres climatiques de la commune estimés pour 2050 selon différents scénarios d’émission de gaz à effet de serre sont consultables sur un site dédié publié par Météo-France en novembre 2022.

## Urbanisme

### Typologie
Au 1er janvier 2024, Onesse-Laharie est catégorisée commune rurale à habitat dispersé, selon la nouvelle grille communale de densité à sept niveaux définie par l'Insee en 2022.
Elle est située hors unité urbaine et hors attraction des villes,.

### Occupation des sols

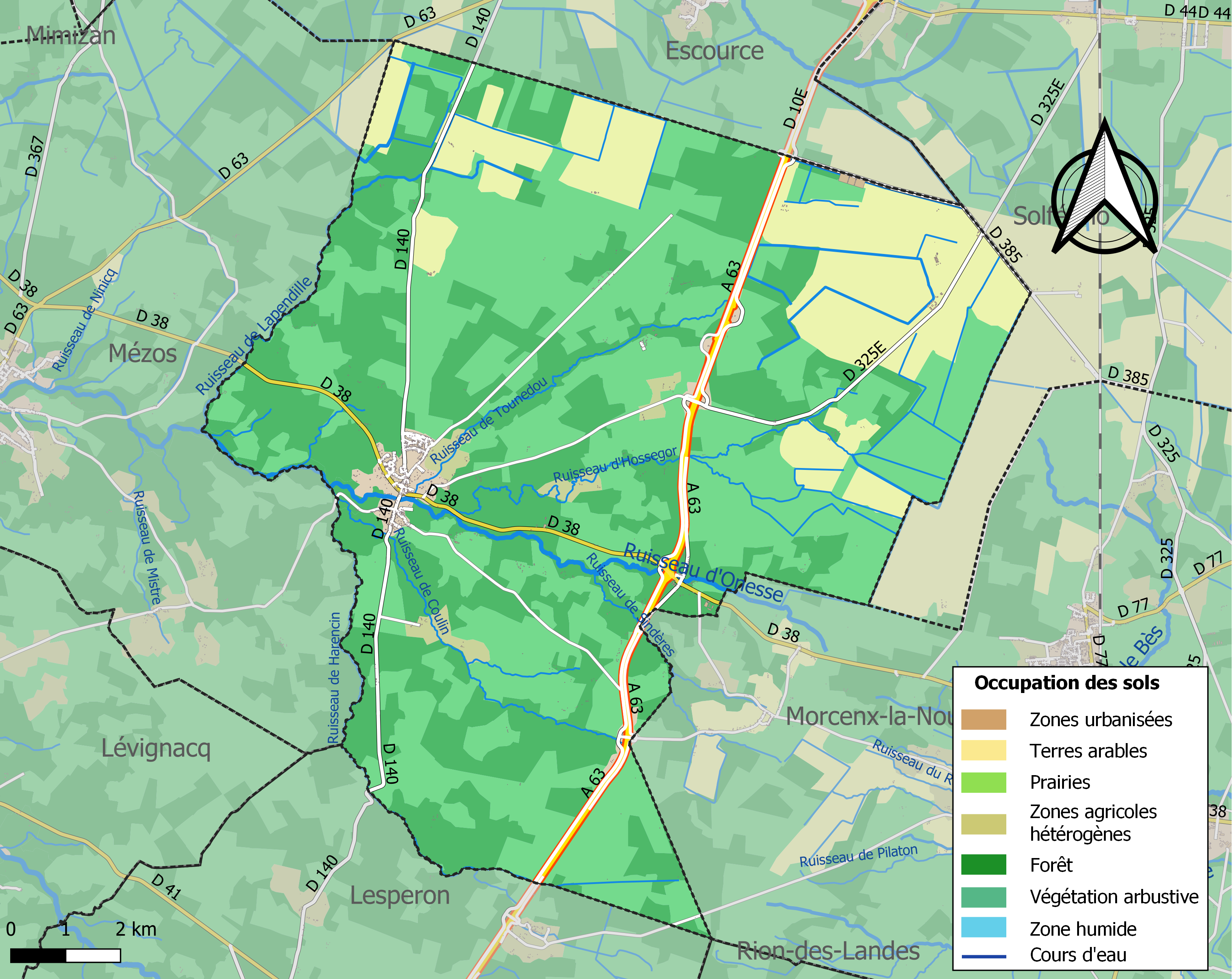
Carte des infrastructures et de l'occupation des sols de la commune en 2018 (CLC).

L'occupation des sols de la commune, telle qu'elle ressort de la base de données européenne d’occupation biophysique des sols Corine Land Cover (CLC), est marquée par l'importance des forêts et milieux semi-naturels (81,7 % en 2018), en diminution par rapport à 1990 (84,2 %). La répartition détaillée en 2018 est la suivante : milieux à végétation arbustive et/ou herbacée (45,9 %), forêts (35,8 %), terres arables (15 %), zones agricoles hétérogènes (1,3 %), zones urbanisées (1,2 %), zones industrielles ou commerciales et réseaux de communication (0,8 %). L'évolution de l’occupation des sols de la commune et de ses infrastructures peut être observée sur les différentes représentations cartographiques du territoire : la carte de Cassini (XVIIIe siècle), la carte d'état-major (1820-1866) et les cartes ou photos aériennes de l'IGN pour la période actuelle (1950 à aujourd'hui).

### Risques majeurs
Le territoire de la commune d'Onesse-Laharie est vulnérable à différents aléas naturels : météorologiques (tempête, orage, neige, grand froid, canicule ou sécheresse), feux de forêts, mouvements de terrains et séisme (sismicité très faible). Un site publié par le BRGM permet d'évaluer simplement et rapidement les risques d'un bien localisé soit par son adresse soit par le numéro de sa parcelle.
Onesse-Laharie est exposée au risque de feu de forêt. Depuis le 20 avril 2016, les départements de la Gironde, des Landes et de Lot-et-Garonne disposent d’un règlement interdépartemental de protection de la forêt contre les incendies. Ce règlement vise à mieux prévenir les incendies de forêt, à faciliter les interventions des services et à limiter les conséquences, que ce soit par le débroussaillement, la limitation de l’apport du feu ou la réglementation des activités en forêt. Il définit en particulier cinq niveaux de vigilance croissants auxquels sont associés différentes mesures,.
Les mouvements de terrains susceptibles de se produire sur la commune sont des tassements différentiels.

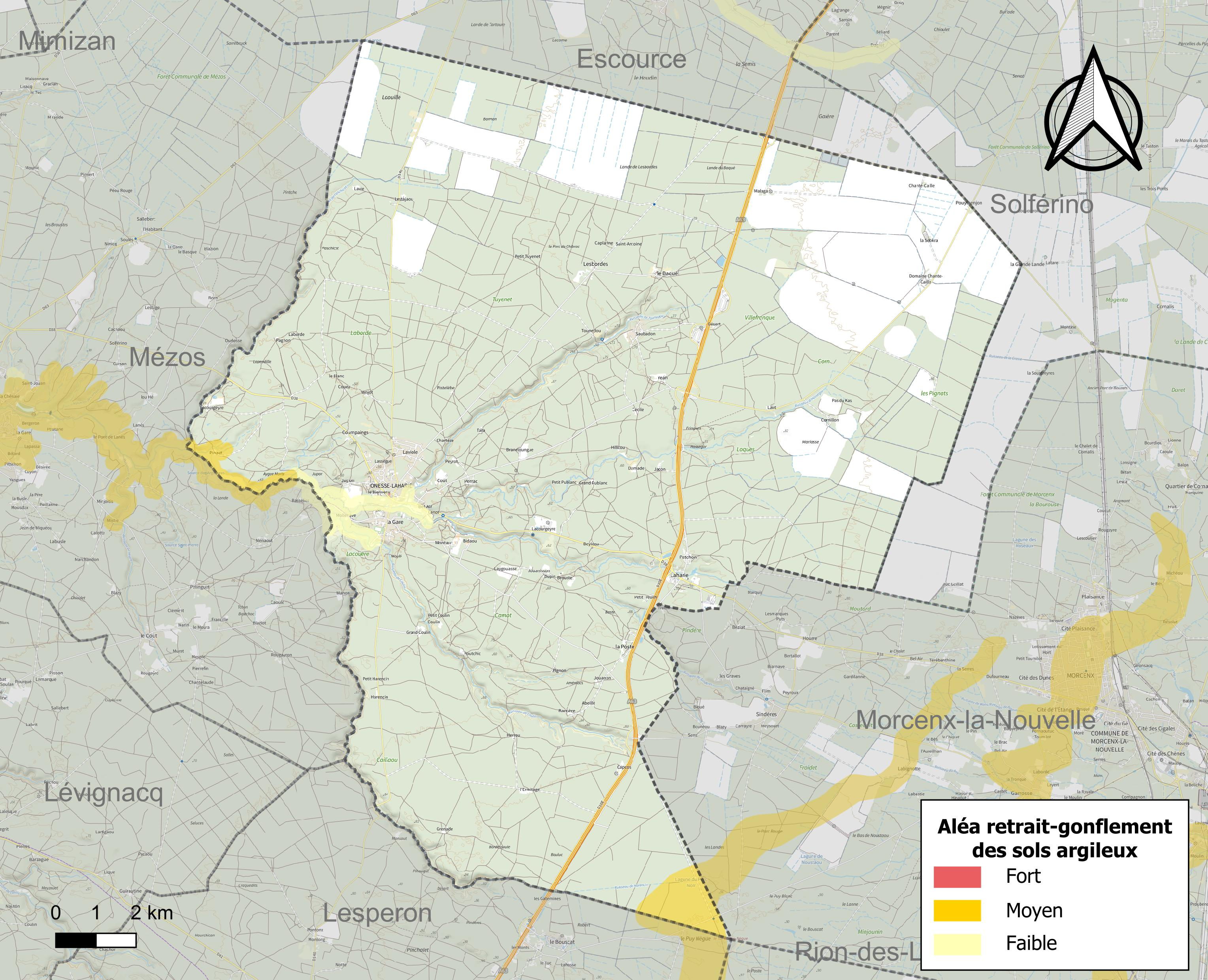
Carte des zones d'aléa retrait-gonflement des sols argileux d'Onesse-Laharie.

Le retrait-gonflement des sols argileux est susceptible d'engendrer des dommages importants aux bâtiments en cas d’alternance de périodes de sécheresse et de pluie. 1,2 % de la superficie communale est en aléa moyen ou fort (19,2 % au niveau départemental et 48,5 % au niveau national). Sur les 594 bâtiments dénombrés sur la commune en 2019,  2 sont en aléa moyen ou fort, soit 0 %, à comparer aux 17 % au niveau départemental et 54 % au niveau national. Une cartographie de l'exposition du territoire national au retrait gonflement des sols argileux est disponible sur le site du BRGM,.
La commune a été reconnue en état de catastrophe naturelle au titre des dommages causés par les inondations et coulées de boue survenues en 1999 et 2009 et par des mouvements de terrain en 1999

## Toponymie
Le nom composé de cette commune est le résultat de la retranscription phonétique et francisée de son appellation d'origine en gascon. Il est intéressant de pouvoir retrouver l'orthographe et la signification que possédaient ces noms au départ en gascon. Pour ce qui est du premier : " Onesse ", cela ne présente guère de difficulté et on peut le rétablir en " Aunessa ", ce qui évoque une hauteur, une élévation de terrain[réf. nécessaire].
En ce qui concerne : " Laharie ", l'approche est peut-être moins directe, mais il semble que l'on puisse arriver à y voir clair en s'en remettant à deux auteurs de renom et à un document historique remarquable.
D'une part, si l'on consulte l'ouvrage de Michel Grosclaude : " Dictionnaire étymologique des noms de famille gascons ", page 157 à l'entrée " Laharie ", l'orthographe et l'origine de ce nom  qui sautent aux yeux de cet auteur sont bien sûr : " La Harie  ", ce qui se rapporte en gascon à : " la farine ". Le mot est pris là, évidemment, sous l'angle d'un patronyme, mais il en serait de même s'agissant d'un toponyme, et Michel Grosclaude de noter : " Laharie. de la haria (= la farine)".
On trouve la même démarche chez René Cuzacq, agrégé de l'université, auteur de l'ouvrage : " Origine des noms de lieux des communes landaises " page 44, qui à propos d'Onesse-Laharie nous indique : "Laharie : peut-être la farine (du moulin) en gascon ".
Cette source étymologique et cette orthographe semblent donc bien la filiation la plus directe, celle qui apparaît la plus probable et vraisemblable, elle est même assez aveuglante quand on veut bien procéder à la restitution orthographique de « Laharie » : La Haria.
On ne peut enfin qu'être conforté dans cette voie en consultant cette carte, une des plus anciennes de l'Aquitaine, dont Jacques Sargos donne une reproduction dans son Histoire de la forêt landaise, et qu'il nous dit avoir été gravée à Nuremberg à la fin du XVIIe siècle. Sur cette carte, on reconnaît facilement le tracé de ce qui devait devenir en gros la RN 10, et l'on remarque, parmi les bourgs qui la jalonnent, entre Labouheyre et Lespéron, celui dénommé Harie et dont le nom n'était donc pas encore à l'époque nanti de son article « la » agglutiné.
Ici, l'enseignement est majeur à deux égards : cette carte corrobore au passage l'orthographe Aunessa, mais surtout elle évite de tomber dans l'erreur en recherchant, pour Laharie, une étymologie et une orthographe partant du mot pris dans sa globalité. Et s'il faut des éléments de persuasion supplémentaires, on les découvre en consultant, pour cette localité, d'une part la célèbre carte de Cassini datant, elle, du milieu du XVIIIe siècle, et où l'on trouve ce lieu-dit indiqué sous le nom de la Harie, et d'autre part la carte bien connue de Belleyme (seconde moitié du XVIIIe siècle) qui mentionne une fois de plus l'endroit de façon identique = La Harie. Ainsi, aux époques en cause, Harie s'était dotée de son article « la », mais les cartographes avaient pris soin de laisser les deux mots séparés.
Voici pourquoi, à la suite de Michel Grosclaude et de René Cuzacq, et compte tenu des éléments fournis par les trois documents majeurs qui viennent d'être évoqués, il est plus que probable qu'une fois éliminé l'amalgame avec l'article défini « la », le nom de Laharie, dénomination qui fait allusion à « la farine » en gascon, c'est-à-dire la haria prononcé [la harie], mérite d'être orthographié : 'La Haria.
Pourtant, toutes les deux formes suivent un modèle syllabique et lexical bien proche des formes basques ou proto-basques, cf. Basque "larre" et "alha" 'pâturage', "harri" 'pierre', village "Lakarri" dans la Soule, "lahar" 'ronce', "haitza" 'rocher' ou le suffix toponymique très ancien "-(t)za" qui exprime tant abondance tant un type d'arbre (par exemple, "hurritza" 'noisetier', "haritza" 'chêne', etc.).
Le nom de la commune était Onesse-et-Laharie jusqu'au 7 novembre 2013.

## Histoire
Une partie des terres de la commune est achetée par Napoléon III pour constituer son domaine impérial de Solférino, qui devient une commune à part entière en 1863.

## Politique et administration

### Liste des maires
| Période                                  | Période  | Identité         | Étiquette | Qualité            |
| ---------------------------------------- | -------- | ---------------- | --------- | ------------------ |
| Les données manquantes sont à compléter. |          |                  |           |                    |
| mars 2001                                | 2014     | Christian Javel  |           | Ingénieur retraité |
| 2014                                     | 2020     | Jean Castaing    | DVD       | Chef d'entreprise  |
| 2020                                     | En cours | Frédéric Pradère |           |                    |

## Population et société

### Démographie
| 1793 | 1800 | 1806 | 1821 | 1831 | 1836 | 1841  | 1846  | 1851  |
| ---- | ---- | ---- | ---- | ---- | ---- | ----- | ----- | ----- |
| 577  | 515  | 552  | 586  | 722  | 973  | 1 008 | 1 161 | 1 200 |

| 1856  | 1861  | 1866  | 1872  | 1876  | 1881  | 1886  | 1891  | 1896  |
| ----- | ----- | ----- | ----- | ----- | ----- | ----- | ----- | ----- |
| 1 234 | 1 314 | 1 471 | 1 581 | 1 528 | 1 439 | 1 326 | 1 378 | 1 337 |

| 1901  | 1906  | 1911  | 1921  | 1926  | 1931  | 1936  | 1946 | 1954 |
| ----- | ----- | ----- | ----- | ----- | ----- | ----- | ---- | ---- |
| 1 284 | 1 237 | 1 270 | 1 208 | 1 243 | 1 186 | 1 117 | 972  | 903  |

| 1962 | 1968 | 1975 | 1982 | 1990 | 1999 | 2006 | 2008 | 2013 |
| ---- | ---- | ---- | ---- | ---- | ---- | ---- | ---- | ---- |
| 983  | 904  | 911  | 966  | 981  | 927  | 939  | 943  | 970  |

| 2018  | 2022  | - | - | - | - | - | - | - |
| ----- | ----- | - | - | - | - | - | - | - |
| 1 018 | 1 057 | - | - | - | - | - | - | - |

## Culture locale et patrimoine

### Lieux et monuments
- Église Saint-Jean-Baptiste d'Onesse.
- Église Saint-Maurice de Laharie.
- Monument aux morts d'Onesse-et-Laharie.
- Fontaine de dévotion Saint-Jean aux vertus guérisseuses. Comme la plupart des fontaines dédiées à saint Jean-Baptiste, celle-ci soigne d'abord les rhumatismes et les douleurs. On la dit "arrodilhose", car sa teneur en fer lui a donné un aspect rougeâtre et irisé. Une procession se rendait chaque 24 juin à la fontaine[26].

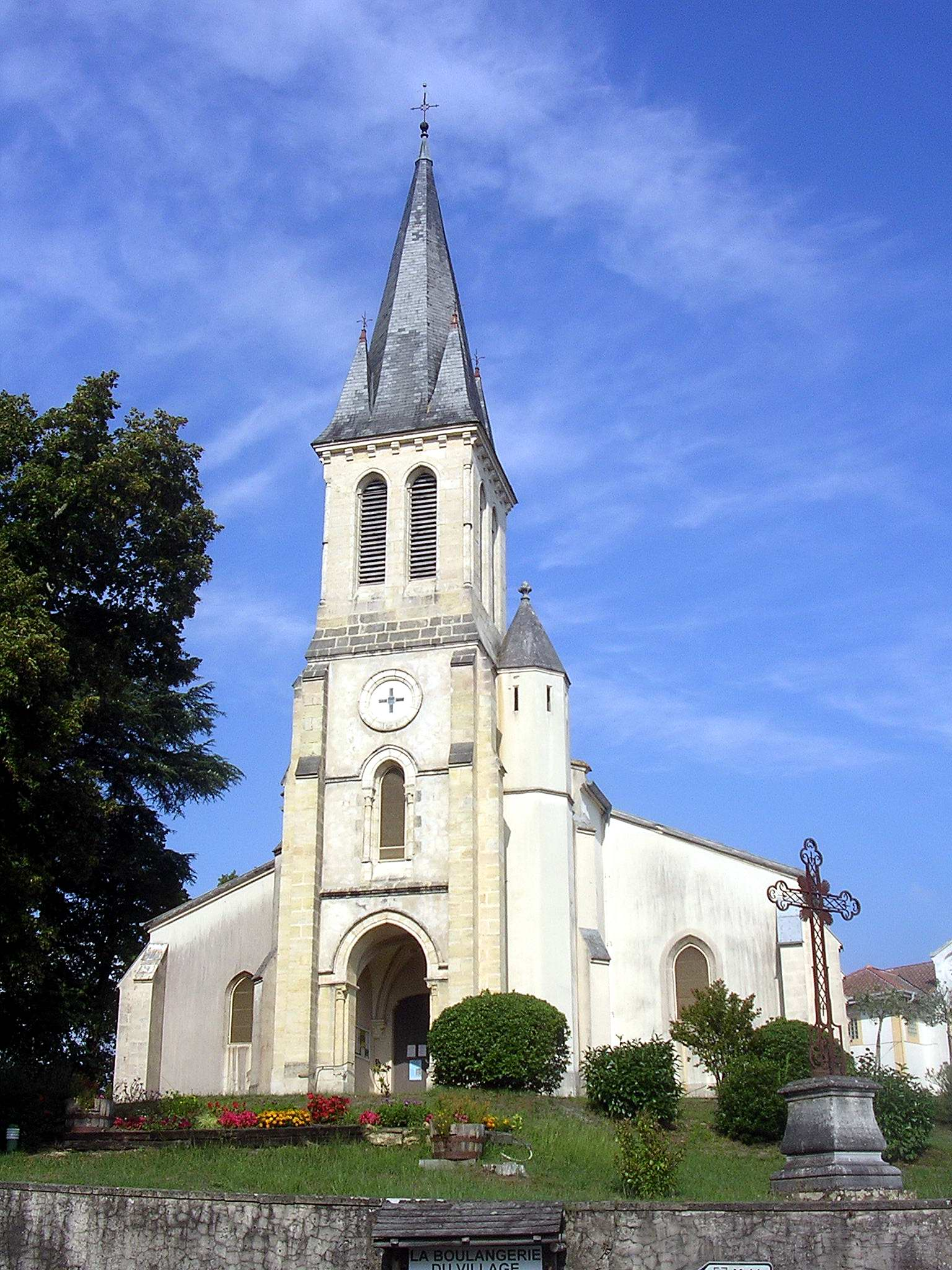
Église Saint-Jean-Baptiste.
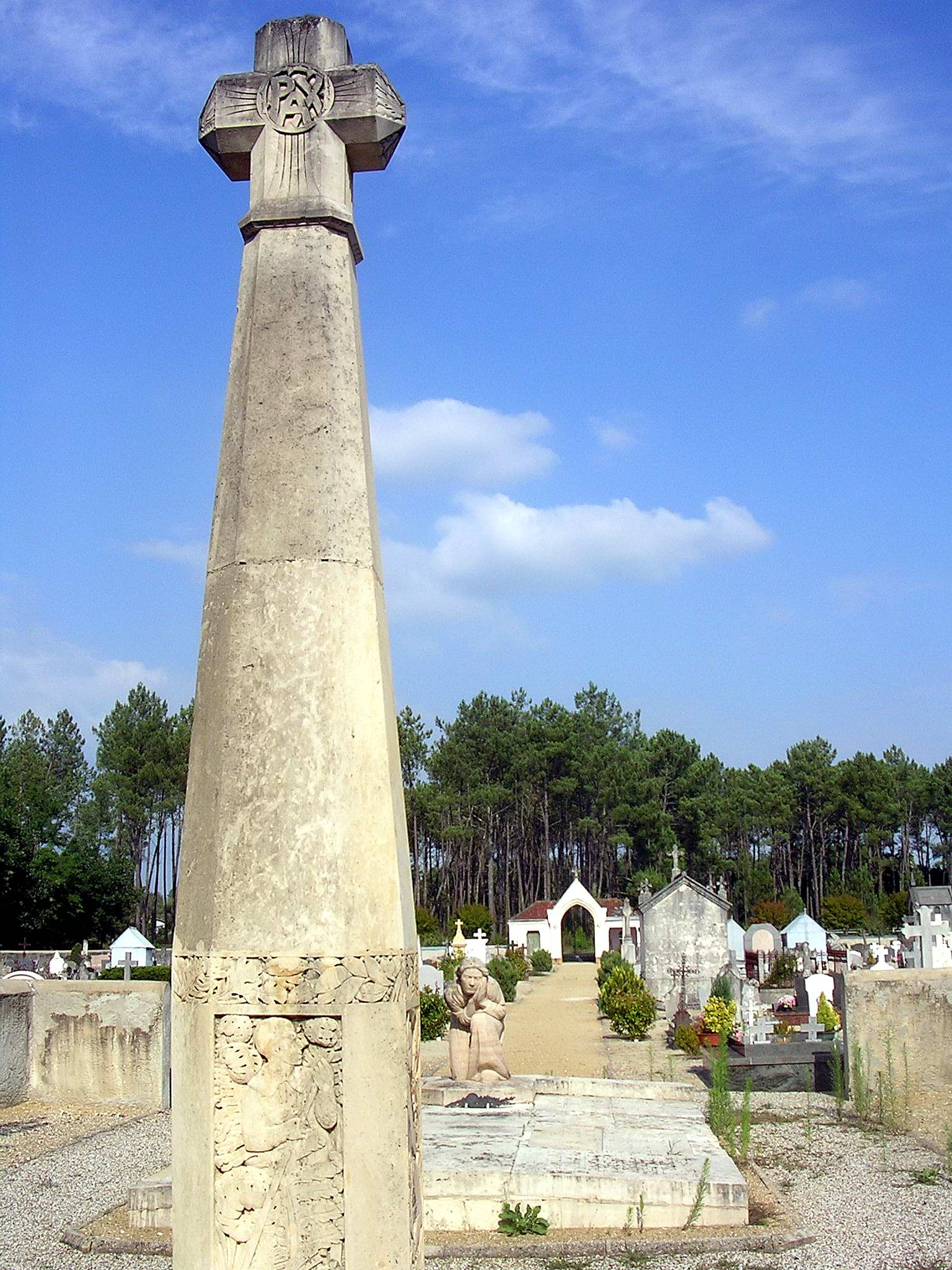
Monument aux morts.
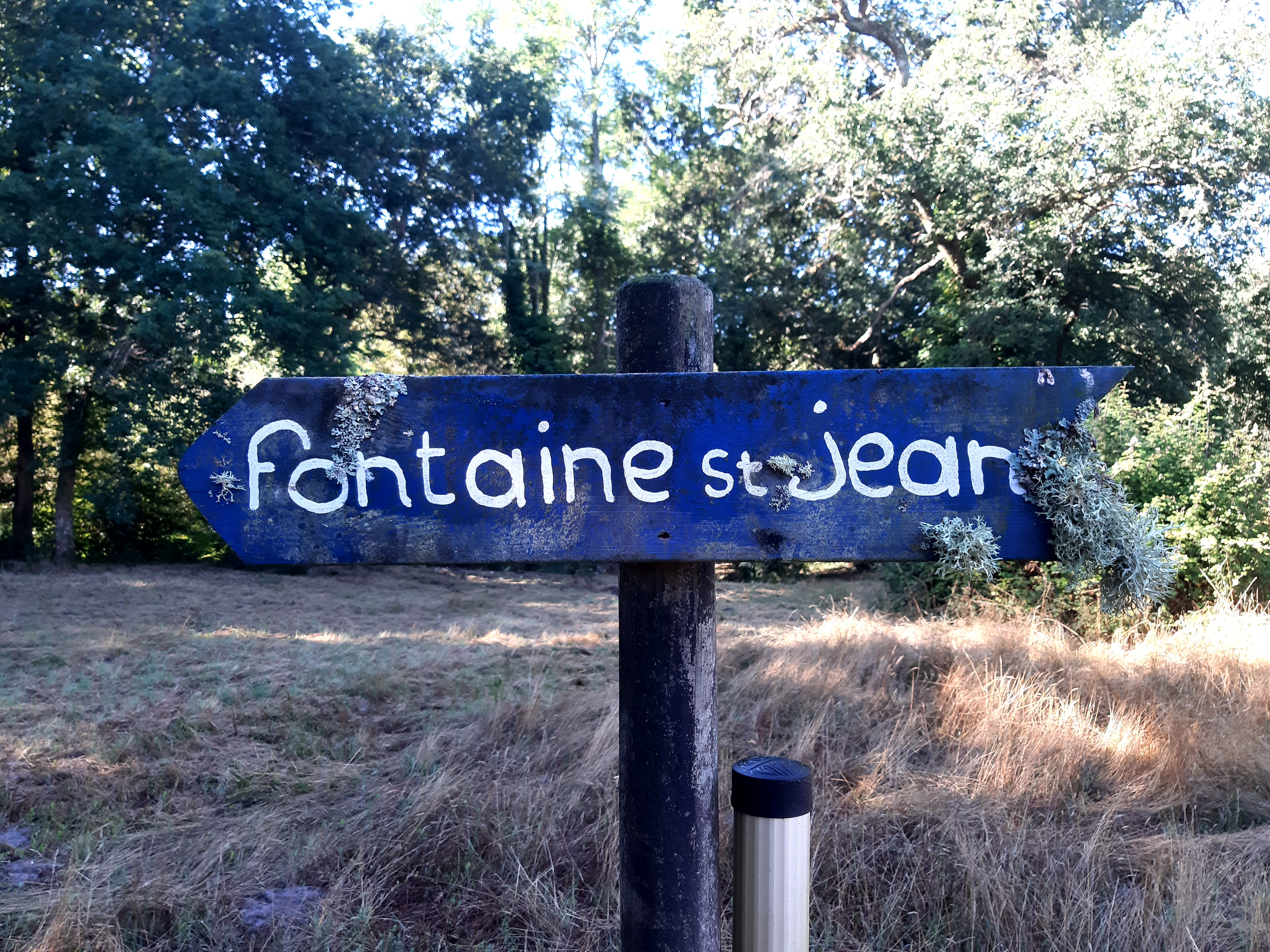
Fontaine Saint-Jean.

### Personnalités liées à la commune
- Henri-Achille Zo (1873-1933), peintre ;
- Charles Cadilhon (1876-1940), ancien sénateur des Landes ;
- Claude Duboscq (1897-1938), compositeur ;
- Christine de Rivoyre (1921-2019), écrivaine, y vécut et est enterrée au cimetière ;
- Michel Ohl (1946-2014), écrivain et pataphysicien.